# Diadectes
Diadectes — викопний рід великих рептіліоморфів або синапсидів, що жили в ранньому пермському періоді (артинський-кунгурський етапи призуральської епохи, між 290 і 272 мільйонами років тому). Діадектес був одним із перших травоїдних чотириногих, а також одним із перших повністю наземних хребетних, які досягли великих розмірів.

## Опис

Порівняння розміру з людиною

Діадект — тварина великої статури, довжиною від 1,5 до 3 м, з товстим черепом, важкими хребцями й ребрами, масивним поясом кінцівок і короткими міцними кінцівками. Характер кінцівок і хребців однозначно вказує на наземну тварину. Вважалося, що грудна клітка мала бочкоподібну форму, але нові скам'янілості показують, що ребра насправді стирчали з боків.

## Палеобіологія

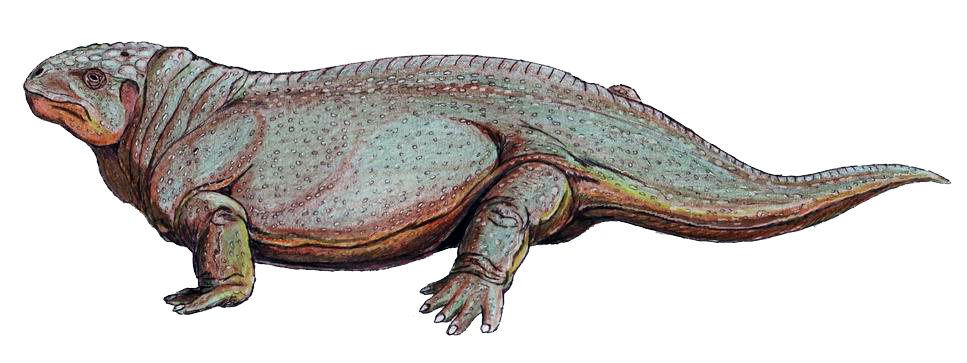
Реконструкція

Він має деякі характеристики рептилій і амфібій, поєднуючи скелет рептилії з більш примітивним черепом, схожим на сеймуріаморфа. Діадекти класифікуються як належать до сестринської групи амніот.
Серед своїх примітивних особливостей Diadectes має велику вушну виїмку (особливість, яка зустрічається у всіх лабіринтодонтів, але не у рептилій) з окостенілою барабанною порожниною. У той же час його зуби демонструють передову спеціалізацію травоїдної дієти, якої немає в жодного іншого типу тварин раннього перму. Вісім передніх зубів лопатчасті та схожі на кілки, вони слугували різцями, які використовувалися для відкушування рослинності. Широкі тупі щічні зуби свідчать про значне зношення, пов'язане з прикусом, і, мабуть, функціонували як моляри, подрібнюючи їжу. Він також мав часткове вторинне піднебіння, що означало, що він міг жувати їжу і дихати одночасно, чого не могли зробити багато навіть більш розвинені рептилії.
Ці риси, ймовірно, є адаптаціями, пов'язаними з багатим на клітковину травоїдним раціоном тварин, і розвинулися незалежно від подібних рис, які спостерігаються в деяких групах рептилій. Багато подібних до рептилій деталей посткраніального скелета, ймовірно, пов'язані з носінням великого тулуба; це можуть бути незалежно отримані ознаки Діадектів та їхніх родичів. Попри те, що вони дуже схожі, вони були б скоріше аналогічними, ніж гомологічними раннім амніотам, таким як пелікозаври та пареязаври, оскільки перші рептилії розвинулися від маленьких болотистих тварин, таких як Casineria та Westlothiana. Феномен неспоріднених тварин, що розвиваються подібним чином, відомий як конвергентна еволюція.